# José Martí

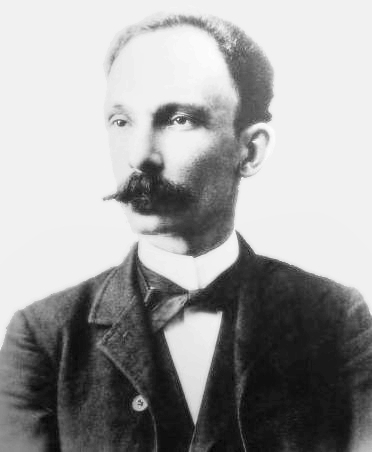
José Martí

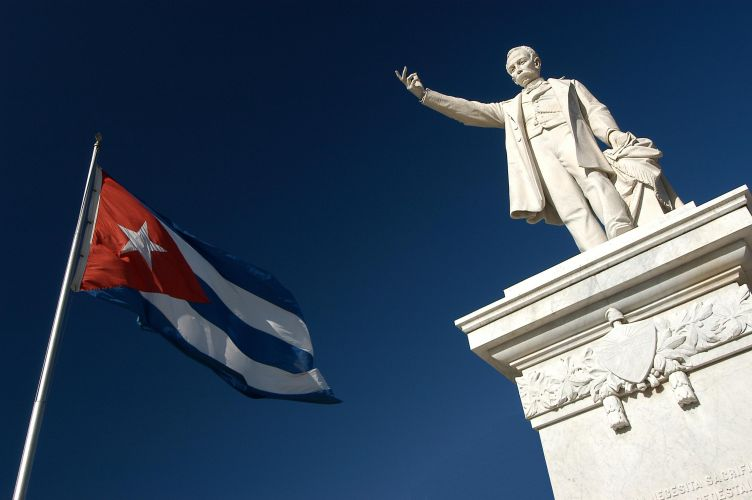
José Martí monument in Cienfuegos

José Julián Martí y Pérez (Havana, 28 januari 1853 – Dos Ríos (Cuba), 19 mei 1895) was een van de leiders tijdens de Cubaanse Onafhankelijkheidsoorlog en tevens een gewaardeerd dichter en schrijver. Tegenwoordig wordt hij gezien als Cuba's belangrijkste nationale held. In Vedado staat het Martí monument en op de begraafplaats in Santiago de Cuba is een mausoleum te zijner nagedachtenis.
José Martí werd geboren in Havana - Cuba was toen nog een kolonie van Spanje - uit Spaanse ouders, Mariano Martí en Leonor Pérez Cabrera, en was de oudste broer van zeven zusters. Toen Martí vier jaar oud was verhuisde zijn familie van Cuba naar Valencia in Spanje, maar twee jaar later keerden zij weer terug naar het Caraïbische eiland.
Naast een groot schrijver, dichter en journalist was Martí ook schilder. In 1867 volgde hij teken- en schilderlessen aan de kunstacademie van Havana.
In 1869 publiceerde Martí, 16 jaar oud, zijn eerste politieke artikel in de eerste editie van de illegale krant "El Diablo Cojuelo". In hetzelfde jaar publiceerde hij het patriottistisch drama "Abdala" in "La Patria Libre". Het beroemde sonnet "10 de Octubre", later gepubliceerd in de schoolkrant, werd ook in dit jaar geschreven.
Duidelijk is dat zich bij José Martí al op jonge leeftijd een grote afkeer tegen de Spaanse koloniale overheersing en de toen nog op Cuba gangbare praktijk van slavernij ontwikkelde.
Mede omdat in Oriente een onafhankelijkheidsopstand was uitgebroken, waren de koloniale autoriteiten niet gediend van kritiek en in maart 1869 werd José Martí gearresteerd en op beschuldiging van verraad opgesloten in de gevangenis. Vier maanden later tijdens de rechtszitting accepteerde Martí de verantwoordelijkheid voor deze beschuldiging en in zijn slotpleidooi claimde hij Cuba's Recht op Onafhankelijkheid. Hij werd veroordeeld tot zes jaar gevangenisstraf.
Op 11 april 1895 leidde Martí een landing van Cubaanse bannelingen en voegde hij zich bij de troepen van de rebelse generaal Máximo Gómez. Martí kwam om in de veldslag met de Spaanse troepen in de slag om Dos Ríos op 19 mei 1895.
Een van zijn gedichten uit de bundel "Versos Sencillos" is later op muziek gezet als "Guantanamera", een van Cuba's bekendste en meest patriottistische liedjes. Het is o.a. - aangevuld met een verhaal over het leven van Martí - door Pete Seeger gezongen en op de plaat gezet. De melodie, het wijsje, van het liedje Guantanamera bestond al in de 19de eeuw. Verschillende volkszangers gebruikten de melodie om hun eigen verhaal te zingen. Het bekende refrein “Guantanamera, guajira Guantanamera”, kan op twee manieren worden uitgelegd: (1) ‘vrouw/meisje uit Guantánamo; (2) ‘Guantanamera’ dat wil zeggen liedje uit Guantánamo.
De luchthaven van Havana, José Martí International Airport, is naar hem genoemd. Vanwege Martí's intellectuele verdienste staat tegenwoordig bij iedere school in Cuba een borstbeeld van hem.
- Bibsys: 90077947
- Biblioteca Nacional de Chile: 000036520
- Biblioteca Nacional de España: XX887485
- Bibliothèque nationale de France: cb147872344 (data)
- Catàleg d'autoritats de noms i títols de Catalunya: 981058513935306706
- CiNii: DA02141932
- Digitale Bibliotheek voor de Nederlandse Letteren: mart204
- Gemeinsame Normdatei: 118578235
- International Standard Name Identifier: 0000 0001 2139 3681
- Library of Congress Control Number: n79081295
- Nationale Bibliotheek van Letland: 000063940
- MusicBrainz: 131378f0-d7f1-4b23-981d-e8dc35240582
- Bibliotheek van het Japanse parlement: 00524187
- Nationale Bibliotheek van Tsjechië: jn19990210410
- Nationale bibliotheek van Australië: 35330182
- Nationale Bibliotheek van Israël: 987007265176905171
- Nationale Bibliotheek van Polen: a0000001182641
- Nationale en Universitaire bibliotheek Zagreb: 000214533
- Nederlandse Thesaurus van Auteursnamen: 068425252
- Réseau des bibliothèques de Suisse occidentale: 02-A022496997
- Istituto Centrale per il Catalogo Unico: RAVV073735
- LIBRIS: 281022
- SNAC: w6vx1gqg
- Système universitaire de documentation: 027639991
- Trove: 914014
- Virtual International Authority File: 73865537
- WorldCat: E39PBJx4v89Hy7BXvGjXYW83cP